# Vivian Woodward
Vivian John Woodward (Kennington, 6 giugno 1879 – Ealing, 31 gennaio 1954) è stato un calciatore inglese, di ruolo attaccante.

## Carriera
A livello di club Woodward giocò per Tottenham e Chelsea.
In Nazionale esordì nell'Inghilterra in una vittoria per 4-0 contro l'Irlanda e vi giocò in totale 23 partite segnando 29 reti, che lo portarono a superare Steve Bloomer come miglior marcatore della Nazionale. Complici anche le Guerre Mondiali, il suo record di reti resistette per 47 anni, più di qualunque altro, prima di essere superato da Tom Finney. La proporzione di gol a partita è invece tuttora insuperata da giocatori con un numero significativo di presenze (1,26 reti a incontro di media).
Fece parte del Regno Unito ai Giochi Olimpici del 1908 e del 1912 e conquistò la medaglia d'oro in entrambe le occasioni da capitano. Inoltre segnò 40 reti in 24 partite nell'Inghilterra Dilettanti.
Nella stagione  1908/1909 mise a referto 18 centri in 8 gare ufficiali con le rappresentative inglesi (21 in 11 se si considera anche la Gran Bretagna) e nel solo anno solare 1909 i gol furono 25 reti in 10 match ufficiali: grazie a queste prestazioni è il primatista assoluto sia per quanto riguarda i gol in nazionale realizzati nel corso di una stagione, sia per quelli segnati in un anno solare.

## Palmarès

### Club
- Coppa d'Inghilterra: 1

Tottenham: 1900-1901

### Nazionale
- Oro olimpico: 2

Londra 1908, Stoccolma 1912